# Емблема штату Андхра-Прадеш
Емблема штату Андхра-Прадеш — офіційна державна емблема штату Андхра-Прадеш, Індія.

## Історія
У 1956 році, після утворення об'єднаного штату Андхра-Прадеш, з нагоди 2500-річчя Будди Джаянті уряд Андхра-Прадеш як свою офіційну емблему прийняв ступу Пурнагатама Амараваті разом із чакрою Ашоки та чотирма головами лева. Сяйво сонця, заряджене вазою зі скарбами, розміщене в орнаментованій круглій рамці. В основі герб Республіки Індія. «Уряд Андхра-Прадеш», назва штату повторюється мовами гінді та телугу. В основі девіз Індії «Сатьямева Джаяте» мовою деванагарі.

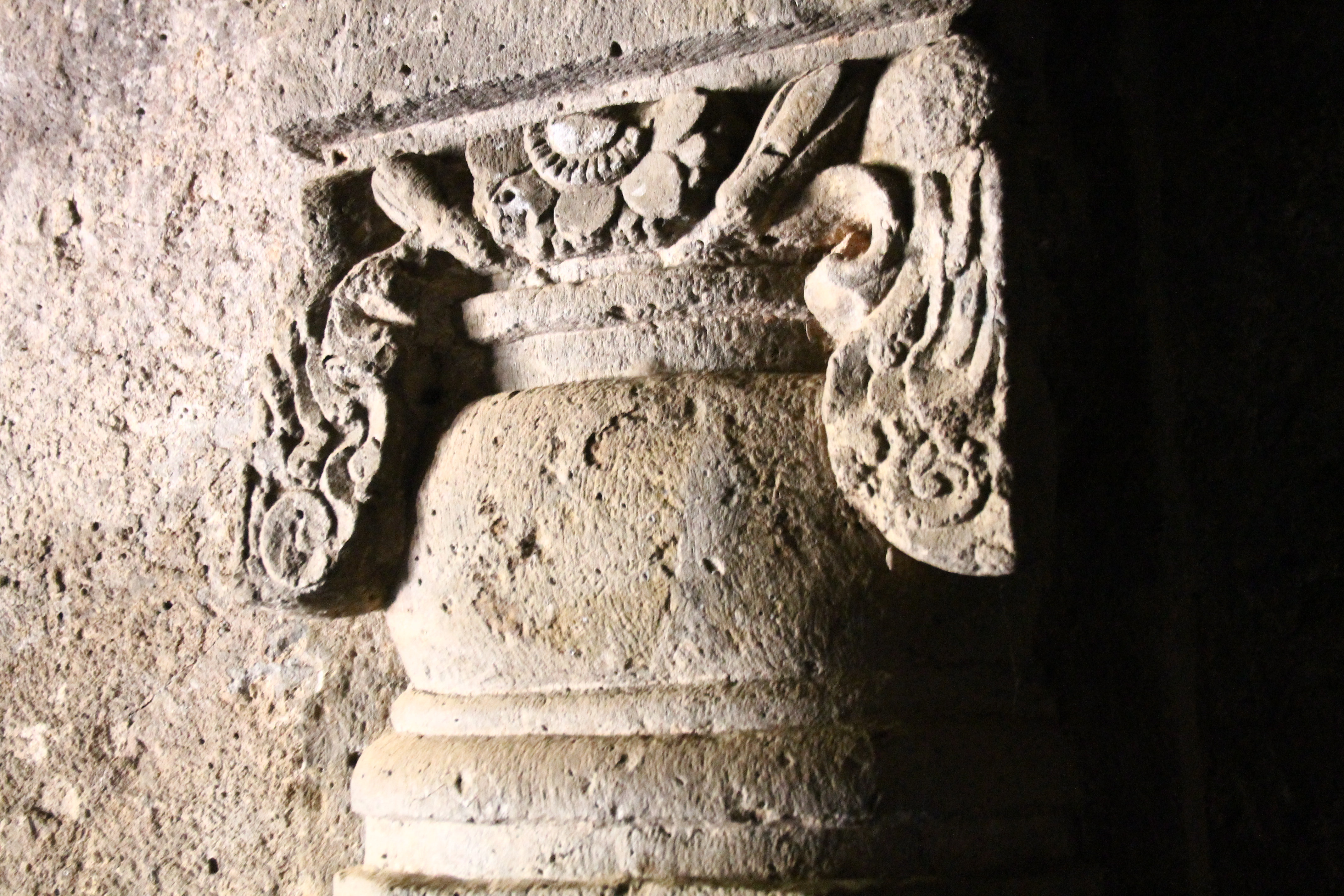
Пурна Калаша
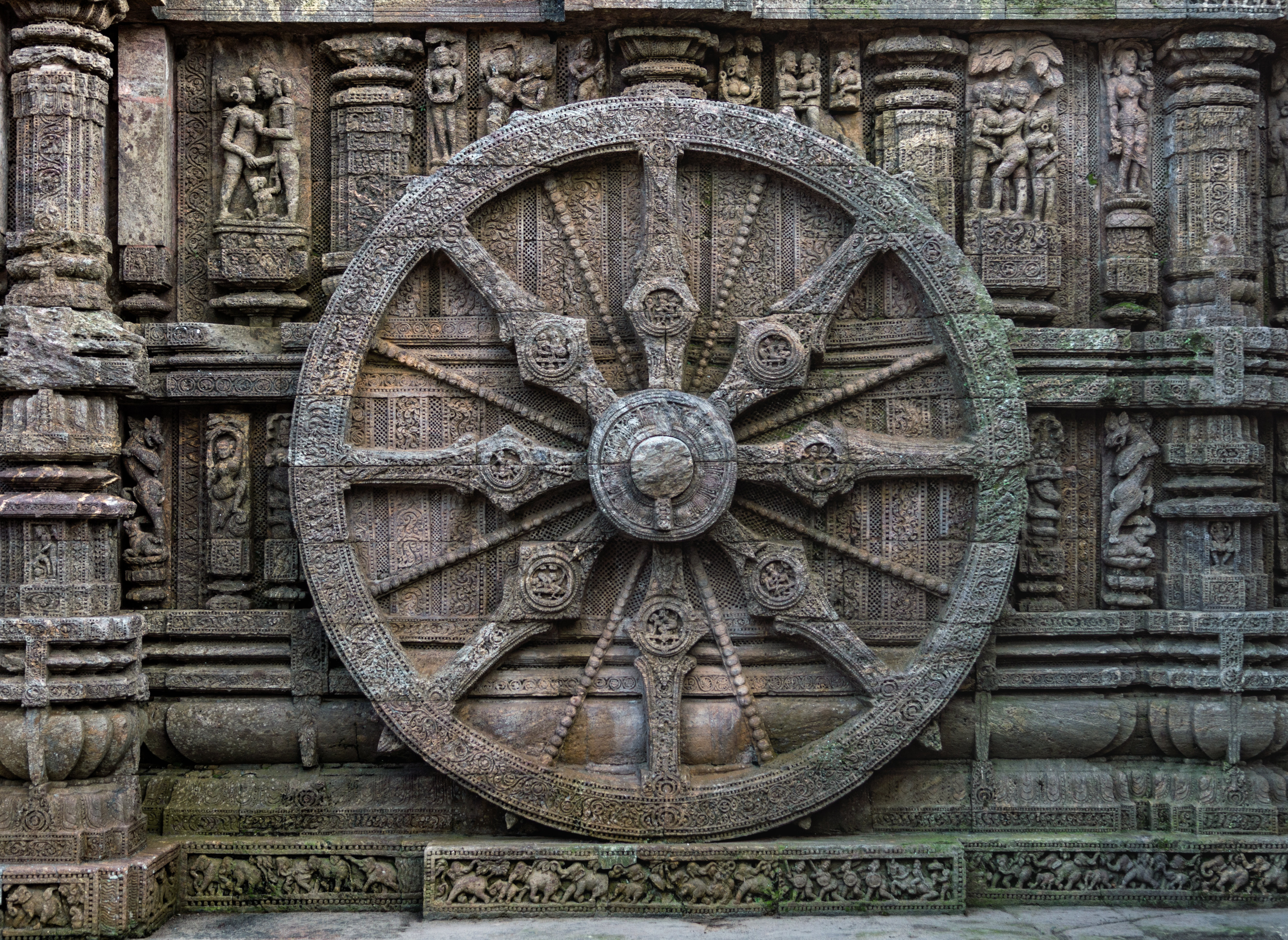
Колесо колісниці сонця, Храм Сонця Конарк

## Актуальний дизайн
14 листопада 2018 року уряд штату Андхра-Прадеш завершив роботу над новою емблемою для офіційного використання через чотири роки після поділу штату у 2014 році. Н. Чандрабабу Найду на чолі з урядом видав повідомлення про прийняття нової державної емблеми, яка була натхненна Школою мистецтв Амраваті і складається з «Дхамма Чакка», що є «Колесом Закону». «Дхамма Чакка» прикрашена кільцем із «триратн», які чергуються з перистим листям і дорогоцінним камінням. «Три кола декоративних намистин у порядку зростання кількості — 48 у внутрішньому, 118 у середньому та 148 у зовнішньому колі». У центрі Дхамма-Чакки знаходиться «Пуна Гхатака», відома як «Ваза достатку», прикрашена чотирисмуговою гірляндою на головній частині з медальйонами та китицями. «На тонкій шиї — коса, а рот роззявлений догори дригом» навколо тексту телугу, англійською та санскритом. В офіційному релізі також зазначено, що емблема ніколи не повинна бути зменшена до розміру менш як 24 мм у висоту. Автором емблеми, яку було вибрано з 300 надісланих емблем, є майстер малювання з Неллора Сурісетті Анджінейулу.

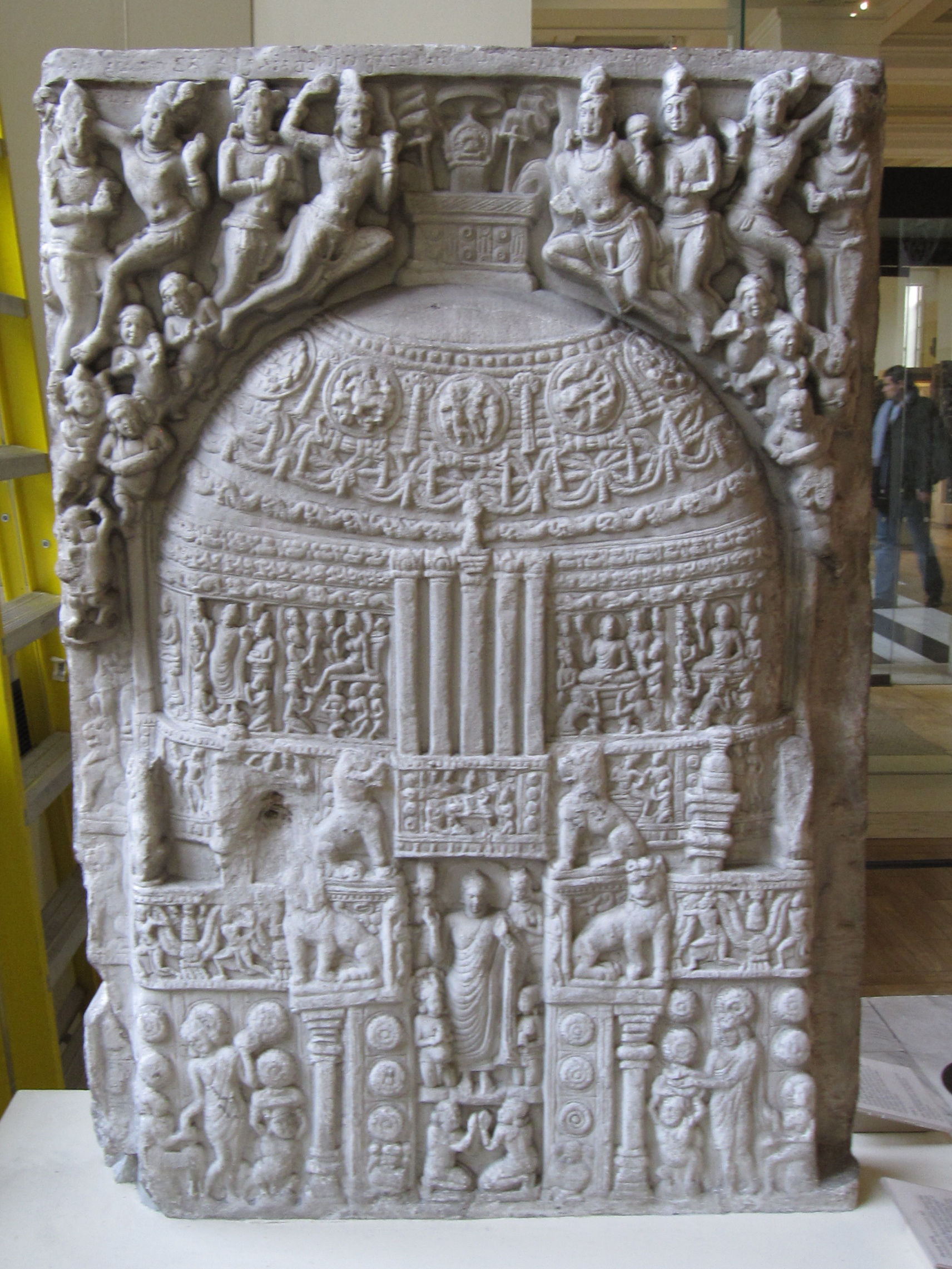
Деталь рельєфу на ступі Амараваті з символом Пуна Гатака
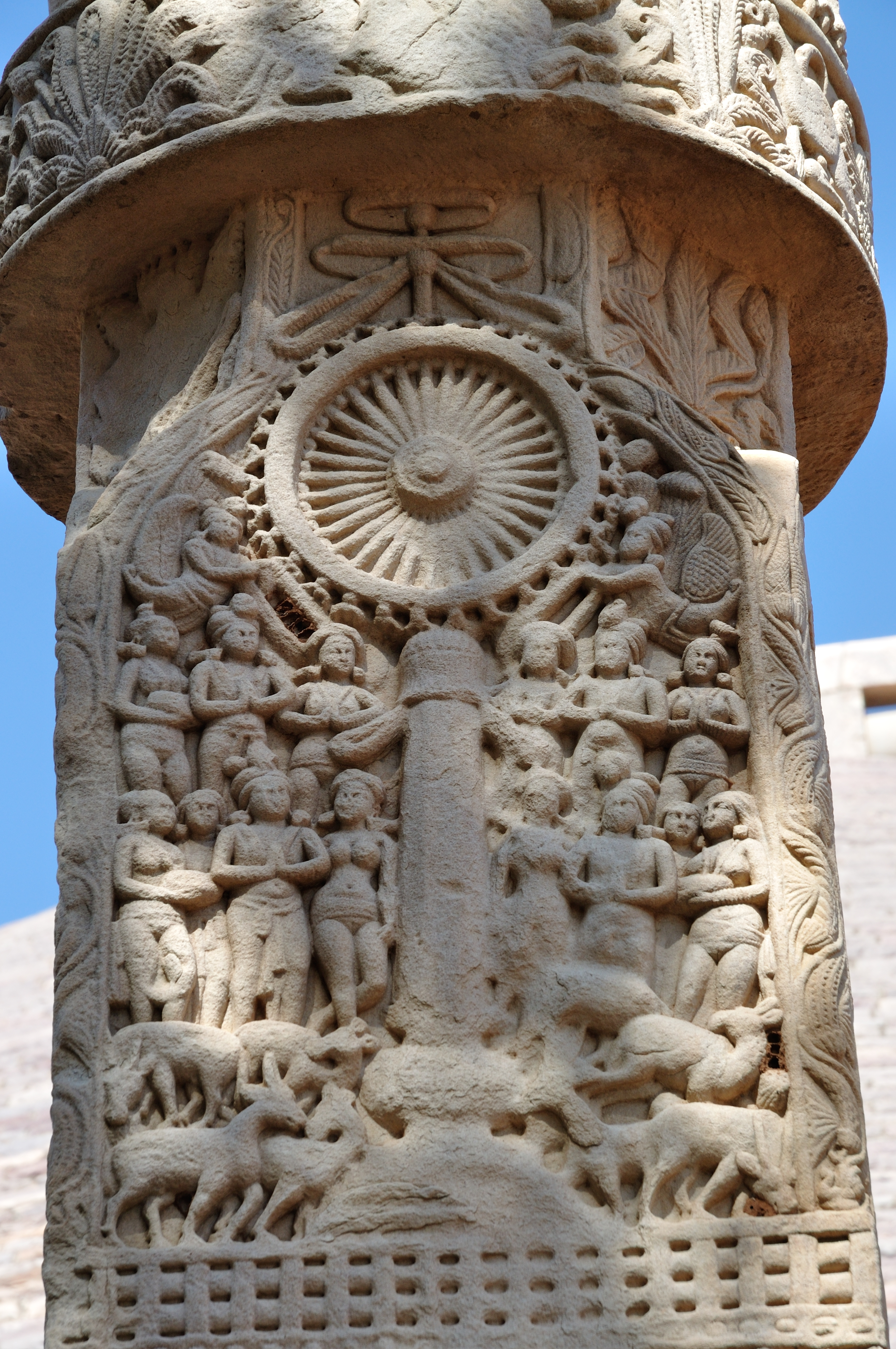
Шанувальники і Дхармачакра, ступа Санчі, південний фасад, західний стовп

## Урядовий прапор
Уряд штату Андхра-Прадеш може бути представлений прапором із зображенням емблеми штату на білому полі.

Прапор об'єднаного штату Андхра-Прадеш